# Charles Palissot de Montenoy

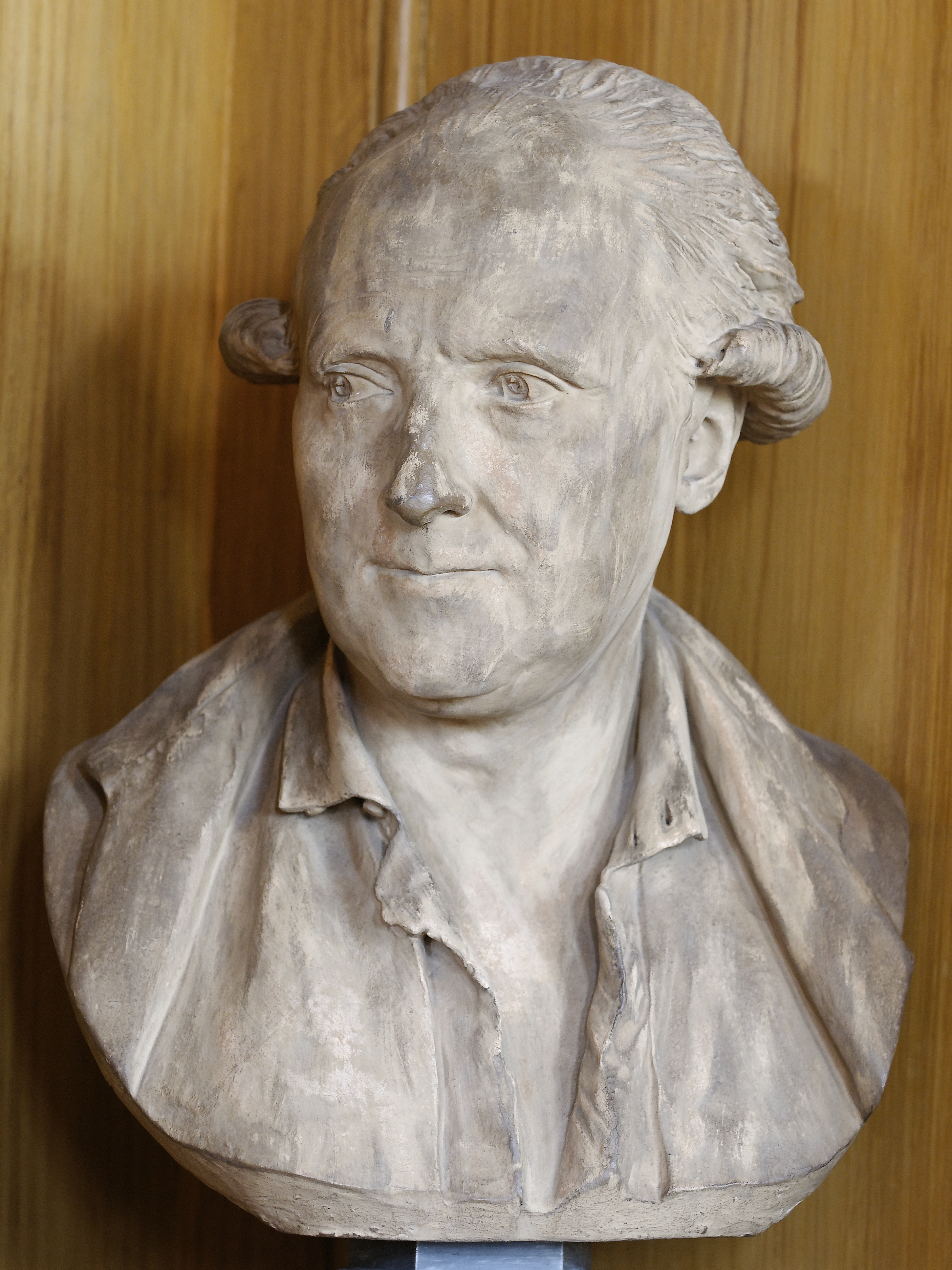
Jean-AntoineHoudon, Charles Palissot de Montenoy (Bibliothèque Mazarine - Paris)

Charles Palissot de Montenoy, född 3 januari 1730, död 15 juni 1814, var en fransk författare.
Palissot de Montenoy var motståndare till Jean-Jacques Rousseau och encyklopedisterna, som han angrep i lustspelen Le cercle ou les originaux (1755) och Les philosophes (1760). Försonad med filosoferna skrev han satiren La Dunciade (1764), som han tillägnade Voltaire.